# Nicetius van Trier

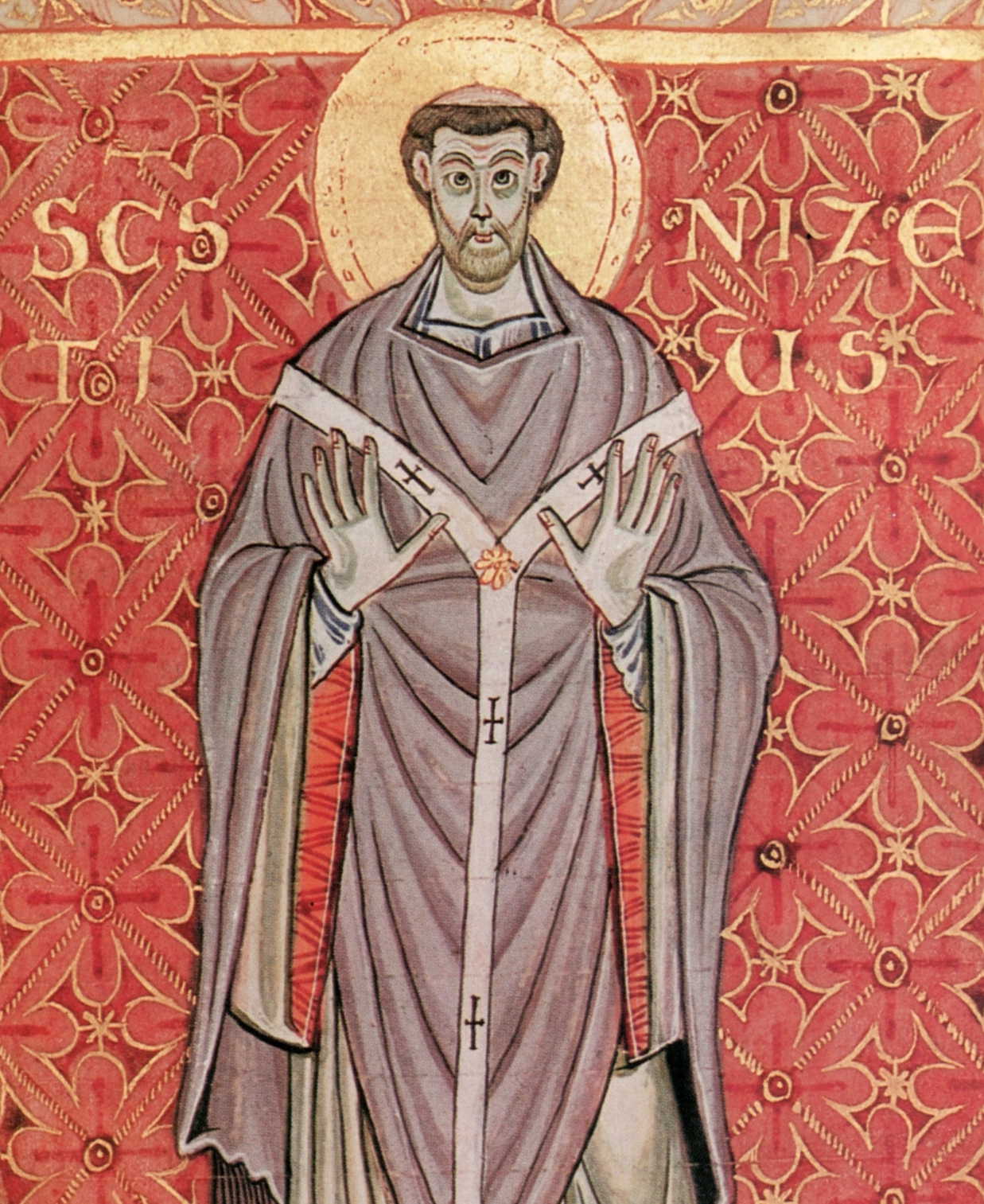
Nicetius van Trier, Egbert-Psalter folio 99r.

De heilige Nicetius van Trier (ca. 500, Limoges – Trier, ca. 566) was in het midden van de 6e eeuw een kleine veertig jaar lang (ca. 527 - ca. 566) bisschop van Trier.
Nicetius was bisschop van Trier en hervormde zijn bisdom zowel uiterlijk, door de wederopbouw van de dom van Trier en de restauratie van vervallen kerken, als geestelijk door het vernieuwen van de clerus, het bevorderen van het moniaal leven en het beschermen van de bevolking tegen allerlei ingrepen van de adel.
De heilige Nicetius van Trier was in het tijdvak van de 5e tot en met de 7e eeuw de belangrijkste bisschop op de bisschopszetel van Trier, in de tijd waarin, na de wanorde gedurende de Grote Volksverhuizing, de streek nu onder Frankische overheersing stond, na een geschiedenis van bijna vier eeuwen als een Romeins-Gallische stad. Het leven van Nicetius is tot in vrij groot detail uit verschillende bronnen bekend; er zijn door hem of aan hem beschreven brieven bewaard gebleven; ook wijdde de schrijver Venantius Fortunatus twee gedichten aan Nicetius. De belangrijkste bron zijn echter de herinneringen van zijn leerling Aredius, later de abt van de abdij van Limoges, die bewaard zijn gebleven in het werk van Gregorius van Tours.
Nicetius was afkomstig uit een vooraanstaande Gallo-Romeinse familie uit Auvergne. De Nicetius die genoemd wordt door Sidonius Apollinaris, kan een familielid zijn geweest. Vanaf zijn jeugd wijdde hij zich aan het religieuze leven. Hij trad al op jonge leeftijd toe tot een klooster, waar hij opviel door christelijke deugdzaamheid en geleerdheid. Mede door zijn hoge afkomst werd hij al spoedig benoemd tot abt. In deze functie leerde hij koning Theuderik I (511-34) kennen. De koning kon Nicetius blijkbaar wel waarderen. Nicetius berispte de koning vaak voor zijn wangedrag, zonder dat hij de gunst van de koning verloor. Na de dood van bisschop Aprunculus van Trier kwam een gezantschap van de geestelijkheid en de burgers van Trier naar het koninklijk hof om een nieuwe bisschop te kiezen. Men had een voorkeur voor de heilige Gallus, maar de koning weigerde zijn toestemming. Vervolgens selecteerde men de abt Nicetius, wiens verkiezing door Theodorik werd bevestigd. Omstreeks 527 reisde Nicetius naar Trier, waar hij de nieuwe bisschop werd. Hij werd op last van de koning begeleid door een escorte. Eenmaal op reis kreeg hij de gelegenheid zijn standvastigheid in de uitoefening van zijn ambt kenbaar te maken. Nicetius bleek een krachtig en energiek bisschop.
Trier had in de periode van volksverhuizingen met name in de 5e eeuw zwaar geleden. Een van de eerste zorgen van de nieuwe bisschop was de wederopbouw van de kathedraalkerk. Dit herstel wordt verhaald door de dichter Venantius Fortunatus. Archeologisch onderzoek in de kathedraal van Trier heeft inderdaad het bestaan van metselwerk aangetoond, dat afkomstig lijkt te zijn uit de periode dat Nicetius bisschop van Trier was. Ook noemt Fortunatus de bouw van een versterkte burcht (castellum) met daarin een kapel, die door Nicetius van Trier aan de oevers van de Moezel zou zijn gebouwd. De heilige bisschop wijdde zich met grote ijver aan zijn pastorale taken. Hij predikte dagelijks en stelde zich krachtig te weer tegen het vele kwaad in de morele leven van zowel de hogere kringen als dat van het gewone volk. Hij spaarde daarbij ook de koning en zijn hovelingen niet. Ongevoelig voor bedreigingen vervulde hij zijn plichten standvastig. Op grond van diens wandaden excommuniceerde hij koning Chlotarius I (511-61), die enige tijd alleenheerser was over de Frankische Rijk. Koning Chlotarius was hier niet blij mee en verbande hem vervolgens uit Trier (560). Nicetius had echter geluk. De koning stierf al in het volgende jaar (561) en zijn zoon en opvolger Sigebert I, de koning van Austrasië (561-75), stond het Nicetius toe naar Trier terug te keren.
Nicetius nam aan verschillende synodes van de Frankische bisschoppen deel: het Concilie van Clermont (535), dat van Orléans (549), het Tweede Concilie van Clermont (549), het Concilie van Toul (550), waar hij presideerde, en ten slotte het Concilie van Parijs (555).
Nicetius correspondeerde met vele hooggeplaatste kerkelijke hoogwaardigheidsbekleders in verre oorden. Er zijn door hem geschreven brieven bewaard gebleven aan Florianus van Romain-Moûtier (kanton Vaud, Zwitserland), aan bisschop Rufus van Octodurum (het huidige Martigny (in het kanton Wallis, Zwitserland) en aan aartsbisschop Mappinius van Reims.
Ook het algemeen belang van de Kerk ontsnapte niet aan zijn waakzame zorg. Hij schreef bijvoorbeeld een dringende brief aan keizer Justinianus I van Constantinopel, in verband met de positie van de keizer in de controverses, die voortvloeiden uit het monofysitisme. Een andere bewaard gebleven brief richtte zich tot de Frankische prinses Chlothsinde, de vrouw van de Lombardische koning Alboin. Hierin vermaant hij de prinses al het mogelijke te doen om haar man tot het katholieke geloof te bekeren.
In zijn persoonlijk leven was Nicetius zeer ascetisch en zelfvernederend; hij vastte regelmatig en, terwijl zijn ondergeschikte priesters en geestelijken zich bekommerden om hun avondmaaltijd, ging Nicetius, vermomd onder zijn kapmantel, naar een van de kerken in de stad, om daar te bidden. Hij stichtte in Trier ook een school voor de opleiding van nieuwe geestelijken. De bekendste van zijn leerlingen was de latere abt van Limoges, Aredius, op wiens gezag Gregorius van Tours zijn korte biografie over Nicetius schreef.

## Verering
Nicetius werd begraven in de kerk van de Sint-Maximinusabdij in Trier. Zijn feestdag wordt in Trier op 1 oktober gevierd; in het Martyrologium Romanum wordt zijn naam onder 5 december geplaatst. De toeschrijving van de twee aan hem toegeschreven verhandelingen: "De Vigiliis servorum Dei" en "De Psalmodiæ Bono" wordt in twijfel getrokken.

## Voetnoten
1. ↑  Kan ook tien jaar eerder of vijf jaar later zijn geweest
2. ↑  Venantius Fortunatus, Carmina miscellanea, Liber III: XI & XII; zie Bibliotheca Augustana. Venantius Fortunatus
3. ↑  Gregorius Turonensis, De vita patrum, xvii; De Gloria Confessorum, xciii-xciv
4. ↑  Sidonius Apollinaris, Liber VIII, Epist. VI, vi
5. ↑  Venantius Fortunatus, Carmina miscellanea, Liber III: XII

- Gemeinsame Normdatei: 119288249
- Nationale Bibliotheek van Tsjechië: kup19980000070249
- Nederlandse Thesaurus van Auteursnamen: 074227505
- Istituto Centrale per il Catalogo Unico: UFIV122769
- Virtual International Authority File: 18028323
- WorldCat: E39PBJrChWfP7dqpccW8WYvfv3